# Wilhelm Brepohl (Soziologe)
Wilhelm Brepohl (* 22. September 1893 in Gelsenkirchen; † 17. August 1975 in Dortmund) war ein deutscher Volkskundler und Soziologe, der in den 1930er-Jahren die Forschungsstelle für das Volkstum im Ruhrgebiet geleitet hat, die nach 1945 eine der Keimzellen der Sozialforschungsstelle Dortmund war. Er war Mitbegründer einer „industriellen Volkskunde“, die sich in den Dienst der nationalsozialistischen Bevölkerungspolitik stellte.

## Leben
Brepohl wurde 1893 in Gelsenkirchen als Sohn eines Ingenieurs geboren. Er studierte in Marburg, Paris, Heidelberg, Berlin und Münster und promovierte 1922 in Münster zum Dr. phil.
Ab 1923 war er Redakteur, ab 1933 dann Hauptschriftleiter (Chefredakteur; vgl. Schriftleitergesetz) der „Gelsenkirchener Allgemeinen Zeitung“. Zum 1. Mai 1933 trat er der NSDAP bei (Mitgliedsnummer 2.165.298). 1935 wurde er Geschäftsführer der von ihm gegründeten Forschungsstelle für das Volkstum im Ruhrgebiet und schuf zusammen mit Eberhard Franke den rassistisch herabsetzenden „Typ des Polack“. 1939 wurde er als Soldat eingezogen. Er kam als Hauptmann zur Propaganda-Truppe und wurde an verschiedenen Kriegsschauplätzen eingesetzt. 1943/44 war er „als Major Volkstumssachverständiger in Nordfrankreich und wirkte an der rassistischen Bewertung von Franzosen für die Aufnahme in die Deutsche Volksliste mit“.
Nach dem Krieg wurde er als Mitläufer entnazifiziert und führte ab 1945 zunächst wissenschaftliche Tätigkeiten im Auftrag der Provinzialverwaltung Westfalen durch, bevor er dann 1947 Abteilungsleiter an der kurz zuvor (1946) von Otto Neuloh gegründeten Sozialforschungsstelle Dortmund wurde. 1948 erhielt er zudem einen Lehrauftrag an der Universität Münster; 1957 wurde er dort zum Honorarprofessor ernannt.
„Ab 1949 war Brepohl leitender Redakteur der Zeitschrift „Soziale Welt“. Mit dem Wechsel der Institutsleitung von Otto Neuloh zu Helmut Schelsky endete im Jahr 1960 die Tätigkeit Brepohls an der Sozialforschungsstelle.“
Brepohl und Eberhard Franke waren in der Zeit des Nationalsozialismus im Arbeitswissenschaftlichen Institut (AWI) tätig. Nach dem Urteil von Karl Heinz Roth bestanden Kontinuitäten zwischen Brepohls Forschung im Nationalsozialismus und seiner nachherigen Forschung in der Bundesrepublik:

„Brepohl hatte seine sozialanthropologischen Studien 1947 mit oberflächlichen terminologischen Retuschen fortgesetzt und sich 1949 als leitender Redakteur des Zeitschrift „Soziale Welt“ eine starke Machtposition positiv gesichert. Da seine empirischen Studien im Rahmen der Sozialforschungsstelle Dortmund von der Rockefeller Foundation finanziert wurden und offensichtlich unter dem Schutz der US_Militärregierung standen, war es für ihn kein besonderes Wagnis, nun auch auf der Ebene der fachspezifischen Organisationen Flagge zu zeigen. Später stieß Karl Heinz Pfeffer ebenfalls vom AWI hinzu.“

## Schriften
- Deutscher Geist in westfälischer Prägung. Blut und Bildung in der Geschichte eines Stammes. Betrachtung und Studien, Köln: Schroeder, 1936.
- Der Aufbau des Ruhrvolkes im Zuge der Ost-West-Wanderung. Beiträge zur deutschen Sozialgeschichte des 19. und 20. Jahrhunderts, Recklinghausen: Bitter, 1948.
- beteiligt an: René König (Hrsg.) unter Mitwirkung von Wilhelm Brepohl, Max Ralis, Karl Gustav Specht: Praktische Sozialforschung. Das Interview: Formen, Technik, Auswertung.  Dortmund: Ardey Verlag, 1952 (=Praktische Sozialforschung. 1)
- (mit Georg Keil) Wandervorgänge in der industriellen Gesellschaft, ihre Bedeutung für die soziale und kulturelle Umformung. In: Nachrichtendienst des Deutschen Vereins für öffentliche und private Fürsorge, Nr. 7–8, 1956.
- Industrievolk im Wandel von der agraren zur industriellen Daseinsform dargestellt am Ruhrgebiet. Mohr Siebeck, Tübingen 1957.
- mit Josef Lingnau: Bevölkerung und Siedlung im Raum Wulfen: Entwicklung, Strukturen und Tendenzen 1824 - 1961, Siedlungsverband Ruhrkohlenbezirk, Essen 1967.